# Roman Hontiuk
Roman Volodymyrovych Hontiuk –en ucraniano, Роман Володимирович Гонтюк– (Nadvirna, 2 de febrero de 1984) es un deportista ucraniano que compitió en judo.
Participó en tres Juegos Olímpicos, entre los años 2004 y 2012, obteniendo en total dos medallas: plata en Atenas 2004 y bronce en Pekín 2008, ambas en la categoría de –81 kg. Ganó una medalla de bronce en el Campeonato Mundial de Judo de 2005.

## Palmarés internacional
| Juegos Olímpicos   | Juegos Olímpicos  | Juegos Olímpicos  | Juegos Olímpicos |
| Año                | Lugar             | Medalla           | Categoría        |
| ------------------ | ----------------- | ----------------- | ---------------- |
| 2004               | Atenas (Grecia)   | Medalla de plata  | –81 kg           |
| 2008               | Pekín (China)     | Medalla de bronce | –81 kg           |
| Campeonato Mundial |                   |                   |                  |
| Año                | Lugar             | Medalla           | Categoría        |
| 2005               | El Cairo (Egipto) | Medalla de bronce | –81 kg           |